# Zdeněk Pospíšil (veterinární lékař)
Zdeněk Pospíšil (7. listopadu 1940 Vojnice u Olomouce – 17. listopadu 2020 Brno) byl český veterinární lékař a univerzitní profesor.

## Život
Vystudoval Slovanské gymnázium v Olomouci a poté s výborným prospěchem (summa cum laude) Vysokou školu veterinární v Brně (nyní Veterinární a farmaceutická univerzita Brno).
V letech 1963 a 1964 pracoval jako obvodní veterinární lékař, v letech 1964–1990 jako vědecký pracovník Výzkumného ústavu veterinárního lékařství v Brně a v roce 1990 jako vedoucí oddělení virologie. Od roku 1991 byl vysokoškolským učitelem na Veterinární a farmaceutické univerzitě v Brně, v roce 1991 se tam stal docentem a v roce 1993 profesorem pro obor infekční nemoci a epizootologie.
Také se stal přednostou Ústavu infekčních chorob a epizootologie Fakulty veterinárního lékařství VFU. V letech 2000–2006 byl prorektorem pro vzdělávání a statutárním zástupcem rektora. Byl členem Vědecké rady Fakulty veterinárního lékařství, Vědecké rady Veterinární a farmaceutické univerzity a Vědecké rady Lékařské fakulty Masarykovy univerzity.
Byl držitelem bronzové medaile České akademie zemědělských věd (1991), zlaté medaile VFU (2000), zlaté medaile České akademie zemědělských věd (2015) a dalších ocenění.
Uskutečnil řadu přednáškových pobytů po celém světě:
- Faculty of Veterinary Medicine, University of Wisconsin, Madison, USA,
- Tierӓrztliche Hochschule, Leibniz Universität Hannover, Německo,
- Veterinärmedizinische Universität Wien, Rakousko,
- Universität Bern, Švýcarsko,
- Institute of Veterinary Medicine and Consumer Protection, Jena, Německo,
- Faculty of Veterinary Medicine, Warsaw University of Life Sciences, Polsko,
- Universita veterinárskeho lekárstva a farmácie v Košiciach, Slovensko,
- Agronomická fakulta Mendelovy univerzity v Brně.

Ve své výzkumné a vědecké činnosti se zabýval infekčními onemocněními zvířat, diagnostikou, patogenezí a tlumením virových infekcí se zaměřením na zoonózy – nemoci přenosné ze zvířat na člověka. Byl autorem několika stovek původních vědeckých prací, přes 150 záznamů a více než 600 citací na Web of Science agentury Thomson Reuters.